# Hokkaido Television Broadcasting
Hokkaido Television Broadcasting ((北海道テレビ放送株式会社, Hokkaidō Terebi Hōsō Kabushikigaisha, abrégé en HTB) est une chaîne de télévision basée à Sapporo, Hokkaidō au Japon. Elle est affiliée à All-Nippon News Network et TV Asahi.